# Ucraina ai Giochi della XXIX Olimpiade
L'Ucraina ha partecipato ai Giochi della XXIX Olimpiade di Pechino, svoltisi dall'8 al 24 agosto 2008, con una delegazione di 243 atleti.

## Medaglie
| Medaglia | Atleta                                                  | Sport              | Evento                               |
| -------- | ------------------------------------------------------- | ------------------ | ------------------------------------ |
| Oro      | Oleksandr Petriv                                        | Tiro               | Pistola 25 m automatica maschile     |
| Oro      | Artur Ajvazjan                                          | Tiro               | Carabina 50 m a terra maschile       |
| Oro      | Viktor Ruban                                            | Tiro con l'arco    | Individuale maschile                 |
| Oro      | Ol'ha Žovnir Ol'ha Charlan Halyna Pundyk Olena Chomrova | Scherma            | Sciabola a squadre femminile         |
| Oro      | Natalija Dobryns'ka                                     | Atletica leggera   | Eptathlon                            |
| Oro      | Inna Osypenko                                           | Canoa/kayak        | K1 500 m femminile                   |
| Oro      | Vasyl' Lomačenko                                        | Pugilato           | Pesi piuma                           |
| Argento  | Jurij Suchorukov                                        | Tiro               | Carabina 50 m tre posizioni maschile |
| Argento  | Ol'ha Korobka                                           | Sollevamento pesi  | +75 kg femminile                     |
| Argento  | Vasyl' Fedoryšyn                                        | Lotta libera       | 60 kg maschile                       |
| Argento  | Andrij Stadnik                                          | Lotta libera       | 66 kg maschile                       |
| Argento  | Iryna Liščyns'ka                                        | Atletica leggera   | 1500 m femminili                     |
| Bronzo   | Roman Hontjuk                                           | Judo               | 81 kg maschile                       |
| Bronzo   | Illja Kvaša Oleksij Pryhorov                            | Tuffi              | Trampolino 3 m sincro maschile       |
| Bronzo   | Armen Vardanjan                                         | Lotta greco-romana | 66 kg maschile                       |
| Bronzo   | Irini Merleni-Mykul'čyn                                 | Lotta libera       | 48 kg femminile                      |
| Bronzo   | Natalija Davydova                                       | Sollevamento pesi  | 69 kg femminile                      |
| Bronzo   | Lesja Kalytovs'ka                                       | Ciclismo           | Inseguimento individuale femminile   |
| Bronzo   | Olena Antonova                                          | Atletica leggera   | Lancio del disco femminile           |
| Bronzo   | Oleksandr Vorobjov                                      | Ginnastica         | Anelli maschile                      |
| Bronzo   | Taras Dan'ko                                            | Lotta libera       | 84 kg maschile                       |
| Bronzo   | Viktorija Tereščuk                                      | Pentathlon moderno | Gara femminile                       |
| Bronzo   | Jurij Čeban                                             | Canoa/kayak        | C1 500 m maschile                    |
| Bronzo   | Denys Jurčenko                                          | Atletica leggera   | Salto con l'asta maschile            |
| Bronzo   | V"jačeslav Hlazkov                                      | Pugilato           | Pesi supermassimi                    |
| Bronzo   | Natalija Tobias                                         | Atletica leggera   | 1500 m femminili                     |
| Bronzo   | Hanna Bezsonova                                         | Ginnastica         | Concorso individuale femminile       |

### Medaglie per disciplina
| Sport              | Oro | Argento | Bronzo | Totale |
| ------------------ | --- | ------- | ------ | ------ |
| Tiro               | 2   | 1       | 0      | 3      |
| Atletica leggera   | 1   | 1       | 3      | 5      |
| Canoa/kayak        | 1   | 0       | 1      | 2      |
| Pugilato           | 1   | 0       | 1      | 2      |
| Scherma            | 1   | 0       | 0      | 1      |
| Tiro con l'arco    | 1   | 0       | 0      | 1      |
| Lotta              | 0   | 2       | 3      | 5      |
| Sollevamento pesi  | 0   | 1       | 1      | 2      |
| Ginnastica         | 0   | 0       | 2      | 2      |
| Judo               | 0   | 0       | 1      | 1      |
| Tuffi              | 0   | 0       | 1      | 1      |
| Ciclismo           | 0   | 0       | 1      | 1      |
| Pentathlon moderno | 0   | 0       | 1      | 1      |

## Atletica leggera

### Gare maschili
| Gara  | Atleta           | Batterie | Batterie | Quarti | Quarti | Semifinali | Semifinali | Finale | Finale |
| Gara  | Atleta           | Tempo    | Pos.     | Tempo  | Pos.   | Tempo      | Pos.       | Tempo  | Pos.   |
| ----- | ---------------- | -------- | -------- | ------ | ------ | ---------- | ---------- | ------ | ------ |
| 100 m | Dmytro Hluščenko | 10"92    | 5        |        |        |            |            |        |        |
| 200 m | Ihor Bodrov      | 21"38    | 6        |        |        |            |            |        |        |
| 400 m | Myhajlo Knyš     |          |          | 46"28  | 6      |            |            |        |        |

| Gara         | Atleta                | Tempo        | Posizione    |
| ------------ | --------------------- | ------------ | ------------ |
| Maratona     | Vasyl' Matvijčuk      | 2h 17'50"    | 27           |
| Maratona     | Oleksandr Kuzyn       | non concluso | non concluso |
| Maratona     | Oleksandr Sytkovs'kyj | non concluso | non concluso |
| Marcia 20 km | Andrij Kovenko        | 1h 22"59"    | 24           |
| Marcia 50 km | Serhij Budza          | 3h 58'21"    | 24           |
| Marcia 50 km | Oleksij Šelest        | 3h 59'46"    | 26           |
| Marcia 50 km | Oleksij Kazanin       | non concluso | non concluso |

| Gara                   | Atleta            | Qualificazioni | Qualificazioni | Finale  | Finale |
| Gara                   | Atleta            | Misura         | Pos.           | Misura  | Pos.   |
| ---------------------- | ----------------- | -------------- | -------------- | ------- | ------ |
| Salto in alto          | Dmytro Dem"janjuk | 2,20 m         | 21             |         |        |
| Salto in alto          | Jurij Krymarenko  | 2,15 m         | 33             |         |        |
| Salto in alto          | Oleksandr Nartov  | 2,10 m         | 39             |         |        |
| Salto con l'asta       | Denys Jurčenko    | 5,65 m         | 4              | 5,70 m  |        |
| Salto con l'asta       | Maksym Mazuryk    | 5,55 m         | 16             |         |        |
| Salto con l'asta       | Oleksandr Korčmid | 5,35 m         | 22             |         |        |
| Salto in lungo         | Andrij Makarčev   | 7,77 m         | 23             |         |        |
| Salto triplo           | Viktor Jastrebov  | 16,52 m        | 26             |         |        |
| Salto triplo           | Viktor Kuznjecov  | 17,11 m        | 12             | 16,87 m | 8      |
| Salto triplo           | Mykola Savolajnen | 17,00 m        | 16             |         |        |
| Getto del peso         | Jurij Bilonoh     | 20,36 m        | 7              | 20,03 m | 6      |
| Getto del peso         | Andrij Semenov    | 20,01 m        | 14             |         |        |
| Lancio del disco       | Oleksij Semenov   | 60,18 m        | 24             |         |        |
| Lancio del martello    | Jevhen Vynohradov | 74,49 m        | 14             |         |        |
| Lancio del martello    | Artem Rubanko     | 74,47 m        | 15             |         |        |
| Lancio del martello    | Ihor Tuhaj        | 71,89 m        | 24             |         |        |
| Lancio del giavellotto | Roman Avramenko   | 71,64 m        | 28             |         |        |

| Prova                  | Oleksij Kas'janov | Oleksij Kas'janov | Oleksij Kas'janov |
| Prova                  | Risultato         | Punti             | Pos.              |
| ---------------------- | ----------------- | ----------------- | ----------------- |
| 100 metri              | 10"53             | 968               | 3                 |
| Salto in lungo         | 7,56 m            | 950               | 6                 |
| Getto del peso         | 15,15 m           | 799               | 7                 |
| Salto in alto          | 1,96 m            | 767               | 23                |
| 400 metri              | 47"70             | 924               | 3                 |
| 110 metri ostacoli     | 14"27             | 927               | 12                |
| Lancio del disco       | 48,39 m           | 837               | 6                 |
| Salto con l'asta       | 4,30 m            | 702               | 19                |
| Lancio del giavellotto | 51,59 m           | 612               | 21                |
| 1500 metri             | 4'28"94           | 752               | 3                 |
| Totale                 |                   | 8238              | 7                 |

### Gare femminili
| Gara              | Atleta                                                             | Batterie | Batterie | Quarti  | Quarti | Semifinali   | Semifinali   | Finale  | Finale |
| Gara              | Atleta                                                             | Tempo    | Pos.     | Tempo   | Pos.   | Tempo        | Pos.         | Tempo   | Pos.   |
| ----------------- | ------------------------------------------------------------------ | -------- | -------- | ------- | ------ | ------------ | ------------ | ------- | ------ |
| 100 m             | Natalija Pohrebnjak                                                | 11"60    | 4        | 11"55   | 8      |              |              |         |        |
| 200 m             | Natalija Pyhyda                                                    | 22"91    | 1        | 23"03   | 4      | 22"95        | 6            |         |        |
| 400 m             | Antonina Jefremova                                                 |          |          | 53"32   | 6      |              |              |         |        |
| 800 m             | Julija Krevsun                                                     |          |          | 2'00"21 | 1      | 1'57"32      | 2            | 1'58"37 | 7      |
| 800 m             | Tetjana Petljuk                                                    |          |          | 2'00"00 | 2      | 1'59"27      | 4            |         |        |
| 1500 m            | Hanna Miščenko                                                     |          |          |         |        | 4'05"61      | 4            | 4'05"13 | 9      |
| 1500 m            | Iryna Liščyns'ka                                                   |          |          |         |        | 4'13"60      | 1            | 4'01"63 |        |
| 1500 m            | Natalija Tobias                                                    |          |          |         |        | 4'03"19      | 2            | 4'01"76 |        |
| 100 m ostacoli    | Jevhenija Snihur                                                   |          |          | 13"06   | 5      |              |              |         |        |
| 400 m ostacoli    | Anastasija Rabčenjuk                                               |          |          | 55"18   | 2      | 54"60        | 2            | 53"96   | 4      |
| 3000 siepi        | Valentyna Horpynyč                                                 |          |          |         |        | 9'34"95      | 11           |         |        |
| Staffetta 4x100 m | Natalija Pyhyda Natalija Pohrebnyak Iryna Shepetyuk Oksana Ščerbak |          |          |         |        | squalificate | squalificate |         |        |
| Staffetta 4x400 m | Oksana Ščerbak Tetjana Petlyuk Ksenija Karandyuk Natalija Pyhyda   |          |          |         |        | 3'27"44      | 5            |         |        |

| Gara         | Atleta            | Tempo     | Posizione |
| ------------ | ----------------- | --------- | --------- |
| Maratona     | Tetjana Filonjuk  | 2h 33'35" | 31        |
| Maratona     | Oksana Skljarenko | 2h 55'39" | 69        |
| Marcia 20 km | Vira Zozulja      | 1h 30'31" | 17        |
| Marcia 20 km | Nadija Prokopuk   | 1h 35'50" | 34        |

| Gara                   | Atleta              | Qualificazioni | Qualificazioni  | Finale  | Finale |
| Gara                   | Atleta              | Misura         | Pos.            | Misura  | Pos.   |
| ---------------------- | ------------------- | -------------- | --------------- | ------- | ------ |
| Salto in alto          | Vita Palamar        | 1,93 m         | 8               | 1,99 m  | 5      |
| Salto in alto          | Viktorija St'opina  | 1,93 m         | 1               | 1,93 m  | 12     |
| Salto con l'asta       | Natalija Kušč       | 4,15 m         | 27              |         |        |
| Salto in lungo         | Ljudmyla Blons'ka   | 6,76 m         | 12 squalificata |         |        |
| Salto in lungo         | Viktorija Rybalka   | 6,43 m         | 23              |         |        |
| Salto in lungo         | Oleksandra Stadnjuk | 6,19 m         | 32              |         |        |
| Salto triplo           | Ol'ha Saladucha     | 14,46 m        | 7               | 14,70 m | 9      |
| Salto triplo           | Lilija Kulyk        | 13,66 m        | 24              |         |        |
| Salto triplo           | Svitlana Mamjejeva  | 14,01 m        | 13              |         |        |
| Lancio del disco       | Olena Antonova      | 61,25 m        | 11              | 62,59 m |        |
| Lancio del disco       | Kateryna Karsak     | 58,61 m        | 21              |         |        |
| Lancio del disco       | Natalija Semonova   | 60,18 m        | 14              |         |        |
| Lancio del martello    | Iryna Novožylova    | 68,11 m        | 13              |         |        |
| Lancio del martello    |                     | 67,47 m        | 24              |         |        |
| Lancio del martello    | Inna Sajenko        | 66,92 m        | 25              |         |        |
| Lancio del giavellotto | Ol'ha Ivankova      | 57,05 m        | 25              |         |        |
| Lancio del giavellotto | Tetjana Ljachovyč   | 55,50 m        | 35              |         |        |
| Lancio del giavellotto | Vira Rebryk         | 59,05 m        | 16              |         |        |

| Prova                  | Natalija Dobryns'ka | Natalija Dobryns'ka | Natalija Dobryns'ka | Ljudmyla Blons'ka | Ljudmyla Blons'ka | Ljudmyla Blons'ka | Hanna Mel'ničenko | Hanna Mel'ničenko | Hanna Mel'ničenko |
| Prova                  | Risultato           | Punti               | Pos.                | Risultato         | Punti             | Pos.              | Risultato         | Punti             | Pos.              |
| ---------------------- | ------------------- | ------------------- | ------------------- | ----------------- | ----------------- | ----------------- | ----------------- | ----------------- | ----------------- |
| 100 metri ostacoli     | 13"44               | 1059                | 7                   | 13"31             | 1078              | -                 | 13"52             | 1047              | 8                 |
| Salto in alto          | 1,80 m              | 978                 | 10                  | 1,86 m            | 1054              | -                 | 1,80 m            | 978               | 9                 |
| Getto del peso         | 17,29 m             | 1015                | 1                   | 14,29 m           | 813               | -                 | 13,18 m           | 739               | 20                |
| 200 metri              | 24"39               | 944                 | 14                  | 24"14             | 967               | -                 | 24"35             | 947               | 12                |
| Salto in lungo         | 6,63 m              | 1059                | 1                   | 6,48 m            | 1001              | -                 | 6,40 m            | 975               | 5                 |
| Lancio del giavellotto | 48,60 m             | 833                 | 5                   | 47,60 m           | 814               | -                 | 35,89 m           | 589               | 34                |
| 800 metri              | 2'17"72             | 855                 | 22                  | 2'09"44           | 973               | -                 | 2'15"23           | 890               | 17                |
| Totale                 |                     | 6733                |                     |                   | 6700              | 2 squalificata    |                   | 6165              | 14                |

## Badminton
| Gara              | Atleta              | Turno 1                                | Sedicesimi                        | Ottavi | Quarti | Semifinali | Finale |
| ----------------- | ------------------- | -------------------------------------- | --------------------------------- | ------ | ------ | ---------- | ------ |
| Singolo maschile  | Vladyslav Družčenko | Ville Lång (Finlandia) 12-21, 19-21    |                                   |        |        |            |        |
| Singolo femminile | Larisa Hriha        | Agnese Allegrini (Italia) 21-15, 21-11 | Saina Nehwal (India) 18-21, 10-21 |        |        |            |        |

## Canoa/kayak
| Gara               | Atleta                            | Batterie | Batterie | Semifinali | Semifinali | Finale   | Finale |
| Gara               | Atleta                            | Tempo    | Pos.     | Tempo      | Pos.       | Tempo    | Pos.   |
| ------------------ | --------------------------------- | -------- | -------- | ---------- | ---------- | -------- | ------ |
| C1 500 m maschile  | Jurij Čeban                       | 1'49"454 | 3        | 1'51"507   | 1          | 1'48"766 |        |
| C1 1000 m maschile | Jurij Čeban                       | 4'23"188 | 6        | 4'06"095   | 7          |          |        |
| C2 500 m maschile  | Serhij Bezuhlyj Maksym Prokopenko | 1'42"054 | 3        | bye        | bye        | 1'44"157 | 7      |
| C2 1000 m maschile | Ruslan Džalilov Petro Kruk        | 4'06"744 | 7        | 3'46"050   | 5          |          |        |
| K1 500 m femminile | Inna Osypenko                     | 1'49"776 | 5        | 1'51"558   | 1          | 1'50"673 |        |

## Canottaggio
| Gara                  | Atleta                                                                      | Batterie | Batterie | Quarti/ Ripescaggi | Quarti/ Ripescaggi | Semifinali | Semifinali | Finale  | Finale       |
| Gara                  | Atleta                                                                      | Tempo    | Pos.     | Tempo              | Pos.               | Tempo      | Pos.       | Tempo   | Pos.         |
| --------------------- | --------------------------------------------------------------------------- | -------- | -------- | ------------------ | ------------------ | ---------- | ---------- | ------- | ------------ |
| 4 di coppia maschile  | Serhij Gryn Volodymyr Pavlovs'kyj Oleh Lykov Serhij Bilouščenko             | 5'40"11  | 1        | bye                | bye                | 6'03"71    | 5          | 5'47"89 | 2 (finale B) |
| 2 di coppia femminile | Kateryna Tarasenko Jana Dement'jeva                                         | 7'25"03  | 5        | 7'06"77            | 4                  |            |            | 7'17"82 | 1 (finale B) |
| 4 di coppia femminile | Svitlana Spirjuchova Olena Olefirenko Natalija Ljal'čuk Tetjana Kolesnykova | 6'17"84  | 2        | 6'41"45            | 4                  |            |            | 6'20"02 | 4            |

## Ciclismo

### Su pista
| Gara                  | Atleta                                                             | Qualificazione | Qualificazione | Secondo turno | Secondo turno                         | Secondo turno | Finale   | Finale                                 |
| Gara                  | Atleta                                                             | Tempo          | Pos.           | Tempo         | Avversario                            | Pos.          | Tempo    | Avversario                             |
| --------------------- | ------------------------------------------------------------------ | -------------- | -------------- | ------------- | ------------------------------------- | ------------- | -------- | -------------------------------------- |
| Individuale maschile  | Volodymyr Djudja                                                   | 4'21"530       | 4              | 4'22"471      | Steven Burke (Gran Bretagna) 4'21"558 | 5             |          |                                        |
| Individuale maschile  | Vitalij Popkov                                                     | 4'30"321       | 14             |               |                                       |               |          |                                        |
| Individuale femminile | Lesja Kalytovs'ka                                                  | 3'31"942       | 3              | 3'31"785      | Vilija Sereikaite (Lituania) 3'36"808 |               | 3'31"413 | Alison Shanks (Nuova Zelanda) 3'34"156 |
| Squadre maschile      | Volodymyr Djudja Ljubomyr Polatajko Maksym Poliščuk Vitalij Ščedov | 4'07"883       | 9              |               |                                       |               |          |                                        |

| Gara                    | Atleta                             | Punti | Pos. |
| ----------------------- | ---------------------------------- | ----- | ---- |
| Corsa a punti maschile  | Volodymyr Rybin                    | 2     | 8    |
| Corsa a punti femminile | Lesja Kalytovs'ka                  | 10    | 5    |
| Madison maschile        | Ljubomyr Polatajko Volodymyr Rybin | -3    | 15   |

| Atleta           | Preliminari | Ripescaggi | Semifinale | Finale |
| ---------------- | ----------- | ---------- | ---------- | ------ |
| Andrij Vynokurov | 4           | 2          |            |        |

### Su strada e Cross country
| Gara                     | Atleta             | Tempo        | Posizione    |
| ------------------------ | ------------------ | ------------ | ------------ |
| Corsa in linea maschile  | Andrij Hrivko      | non concluso | non concluso |
| Corsa in linea maschile  | Denys Kostjuk      | 6h 39'42"    | 77           |
| Corsa in linea maschile  | Ruslan Pidhornyj   | 6h 34'22"    | 53           |
| Corsa in linea maschile  | Jaroslav Popovyč   | 6h 26'17"    | 36           |
| Cronometro maschile      | Andrij Hrivko      | 1h 08'01"25  | 32           |
| Cronometro maschile      | Denys Kostjuk      | 1h 09'04"04  | 37           |
| Corsa in linea femminile | Oksana Kaščyšyna   | 3h 34'13"    | 42           |
| Corsa in linea femminile | Tetjana Stjažkina  | 3h 33'17"    | 32           |
| Corsa in linea femminile | Jevhenija Vysoc'ka | 3h 32'55"    | 22           |
| Cross country maschile   | Serhij Rysenko     | non concluso | non concluso |

## Equitazione
| Gara        | Atleta                                                                    | Cavallo         | Qualificazioni | Qualificazioni | Qualificazioni | Qualificazioni | Qualificazioni | Qualificazioni | Finale  | Finale  | Finale  | Finale  | Finale | Finale |
| Gara        | Atleta                                                                    | Cavallo         | Turno 1        | Turno 1        | Turno 2        | Turno 2        | Turno 3        | Turno 3        | Turno A | Turno A | Turno B | Turno B | Totale | Totale |
| Gara        | Atleta                                                                    | Cavallo         | Pen.           | Pos.           | Pen.           | Pos.           | Pen.           | Pos.           | Pen.    | Pos.    | Pen.    | Pos.    | Pen.   | Pos.   |
| ----------- | ------------------------------------------------------------------------- | --------------- | -------------- | -------------- | -------------- | -------------- | -------------- | -------------- | ------- | ------- | ------- | ------- | ------ | ------ |
| Individuale | Jean-Claude Vangeenberghe                                                 | Quintus         | 5              | 29             | 8              | 33             | 4              | 33             | 4       | 11      | 4       | 6       | 8      | 9      |
| Individuale | Björn Nagel                                                               | Magic Bengtsson | 10             | 56             | 9              | 44             | non partito    | non partito    |         |         |         |         |        |        |
| Individuale | Katharina Offel                                                           | Lord Spezi      | 27             | 73             | 17             | 65             |                |                |         |         |         |         |        |        |
| Individuale | Oleksandr Onyščenko                                                       | Codar           | 18             | 70             | eliminato      | eliminato      |                |                |         |         |         |         |        |        |
| Squadre     | Jean-Claude Vangeenberghe Björn Nagel Katharina Offel Oleksandr Onyščenko | v. sopra        |                |                |                |                |                |                | 34      | 12      |         |         |        |        |

## Ginnastica

### Ginnastica artistica
| Gara                         | Atleta                                                                                              | Volteggio | Corpo libero | Cavallo con maniglie | Anelli | Parallele | Sbarra | Trave  | Totale  | Posizione | Finali    |
| ---------------------------- | --------------------------------------------------------------------------------------------------- | --------- | ------------ | -------------------- | ------ | --------- | ------ | ------ | ------- | --------- | --------- |
| Qualificazioni maschili      | Valerij Gončarov                                                                                    | -         | -            | -                    | -      | 16,000    | 13,850 |        | 29,850  | 89        | nessuna   |
| Qualificazioni maschili      | Oleksandr Vorobjov                                                                                  | -         | -            | -                    | 16,250 | -         | -      |        | 16,250  | 96        | anelli    |
| Qualificazioni femminili     | Valentyna Holenkova                                                                                 | 14,975    | 14,375       |                      |        | 14,275    |        | 14,125 | 56,750  | 37        | nessuna   |
| Qualificazioni femminili     | Anastasiia Koval'                                                                                   | -         | 16,325       |                      |        | -         |        | 13,000 | 29,325  | parallele | 85        |
| Qualificazioni femminili     | Alina Kozič                                                                                         | 14,975    | 13,625       |                      |        | 15,175    |        | 12,000 | 55,775  | 45        | nessuna   |
| Qualificazioni femminili     | Iryna Krasnjans'ka                                                                                  | 14,200    | 14,250       |                      |        | 15,025    |        | -      | 43,475  | 69        | nessuna   |
| Qualificazioni femminili     | Maryna Proskurina                                                                                   | 14,850    | -            |                      |        | 14,625    |        | 13,675 | 43,150  | 74        | nessuna   |
| Qualificazioni femminili     | Daryna Zhoba                                                                                        | -         | 15,675       |                      |        | 14,875    |        | -      | 30,550  | 81        | parallele |
| Concorso a squadre femminile | Valentyna Holenkova Anastasija Koval' Alina Kozič Iryna Krasnjans'ka Maryna Proskurina Daryna Zhoba | 58,000    | 60,625       |                      |        | 59,700    |        | 52,800 | 231,125 | 11        | no        |

| Gara                   | Atleta             | Punteggio | Posizione |
| ---------------------- | ------------------ | --------- | --------- |
| Anelli                 | Oleksandr Vorobjov | 16,325    |           |
| Parallele asimmetriche | Anastasija Koval'  | 16,375    | 5         |
| Parallele asimmetriche | Daryna Zhoba       | 14,875    | 8         |

### Ginnastica ritmica
| Atleta           | Qualificazioni | Qualificazioni | Qualificazioni | Qualificazioni | Qualificazioni | Qualificazioni | Finale | Finale  | Finale | Finale | Finale | Finale |
| Atleta           | Corda          | Cerchio        | Clavi          | Palla          | Totale         | Pos.           | Corda  | Cerchio | Clavi  | Palla  | Totale | Pos.   |
| ---------------- | -------------- | -------------- | -------------- | -------------- | -------------- | -------------- | ------ | ------- | ------ | ------ | ------ | ------ |
| Hanna Bezsonova  | 17,950         | 18,450         | 18,100         | 18,325         | 72,825         | 3              | 17,975 | 17,775  | 17,900 | 18,225 | 71,875 |        |
| Natalija Hodunko | 17,500         | 17,375         | 17,650         | 16,875         | 69,400         | 6              | 16,700 | 17,500  | 17,525 | 17,125 | 68,850 | 7      |

| Chrystyna Čerepenina Olena Dmytraš Alina Maksymenko Vita Perederij Julija Slobodjan Vita Zubčenko | 15,800 | 15,825 | 21,625 | 6 | 15,975 | 15,125 | 31,100 | 8 |

### Trampolino
| Gara                 | Atleta        | Qualificazioni | Qualificazioni | Finale | Finale |
| Gara                 | Atleta        | Punti          | Pos.           | Punti  | Pos.   |
| -------------------- | ------------- | -------------- | -------------- | ------ | ------ |
| Trampolino maschile  | Jurij Nikitin | 70,70          | 4              | 29,80  | 5      |
| Trampolino femminile | Olena Movčan  | 64,80          | 6              | 36,60  | 4      |

## Judo
| Gara    | Atleta           | Preliminari                           | Tabellone principale                | Tabellone principale                | Tabellone principale                  | Tabellone principale             | Tabellone principale | Ripescaggi                            | Ripescaggi                   | Ripescaggi                            | Ripescaggi                                    |
| Gara    | Atleta           | Preliminari                           | Sedicesimi                          | Ottavi                              | Quarti                                | Semifinali                       | Finale               | 1º turno                              | Quarti                       | Semifinali                            | Finale                                        |
| ------- | ---------------- | ------------------------------------- | ----------------------------------- | ----------------------------------- | ------------------------------------- | -------------------------------- | -------------------- | ------------------------------------- | ---------------------------- | ------------------------------------- | --------------------------------------------- |
| 60 kg   | Maksym Korotun   | Denílson Lourenço (Brasile) 0001-1001 |                                     |                                     |                                       |                                  |                      |                                       |                              |                                       |                                               |
| 73 kg   | Hennadij Bilodid |                                       | Salamu Mezhidov (Russia) 1000-0000  | Rasul Boqiev (Tagikistan) 0000-1000 |                                       |                                  |                      | Eric Kibanza (RD del Congo) 0011-0001 | Si Rijigawa (Cina) 0001-0000 | Leandro Guilheiro (Brasile) 0001-1000 |                                               |
| 81 kg   | Roman Hontjuk    |                                       | Sacha Denanydh (Togo) 1010-0001     | Mario Valles (Colombia) 0110-0001   | Euan Burton (Gran Bretagna) 0121-0010 | Ole Bischof (Germania) 0001-0011 |                      |                                       |                              |                                       | Damdinsürengiin Nyamkhüü (Mongolia) 0110-0100 |
| 90 kg   | Valentyn Hrekov  |                                       | José Camacho (Venezuela) 0000-1000  |                                     |                                       |                                  |                      |                                       |                              |                                       |                                               |
| +100 kg | Jevhen Sotnikov  |                                       | João Schlittler (Brasile) 0001-0010 |                                     |                                       |                                  |                      |                                       |                              |                                       |                                               |

| Gara   | Atleta             | Tabellone principale                | Tabellone principale                   | Tabellone principale | Tabellone principale | Tabellone principale | Ripescaggi                           | Ripescaggi                        | Ripescaggi | Ripescaggi |
| Gara   | Atleta             | Sedicesimi                          | Ottavi                                 | Quarti               | Semifinali           | Finale               | 1º turno                             | Quarti                            | Semifinali | Finale     |
| ------ | ------------------ | ----------------------------------- | -------------------------------------- | -------------------- | -------------------- | -------------------- | ------------------------------------ | --------------------------------- | ---------- | ---------- |
| 48 kg  | Ljudmyla Lusnikova | Chahnez M'barki (Turchia) 0221-0000 | Kim Yong-Ram (Corea del Sud) 0000-0100 |                      |                      |                      |                                      |                                   |            |            |
| 70 kg  | Natalija Smal'     | bye                                 | Annett Böhm (Germania) 0010-1001       |                      |                      |                      | Gisele Mendy (Senegal) 0201-0000     | Leire Iglesias (Spagna) 0000-0011 |            |            |
| 78 kg  | Maryna Pryščepa    | Heide Wollert (Germania) 0010-0011  |                                        |                      |                      |                      |                                      |                                   |            |            |
| +78 kg | Maryna Prokof"jeva | bye                                 | Tong Wen (Cina) 0000-1000              |                      |                      |                      | Tea Donguzashvili (Russia) 0000-0010 |                                   |            |            |

## Lotta
| Gara   | Atleta           | Tabellone principale               | Tabellone principale                       | Tabellone principale                      | Tabellone principale                    | Tabellone principale                  | Ripescaggi | Ripescaggi                         | Ripescaggi                             |
| Gara   | Atleta           | Sedicesimi                         | Ottavi                                     | Quarti                                    | Semifinali                              | Finale                                | Quarti     | Semifinali                         | Finale                                 |
| ------ | ---------------- | ---------------------------------- | ------------------------------------------ | ----------------------------------------- | --------------------------------------- | ------------------------------------- | ---------- | ---------------------------------- | -------------------------------------- |
| 60 kg  | Vasyl' Fedoryšyn | bye                                | Mike Zadick (Stati Uniti) 5-0, 6-0         | Bazar Bazarguruev (Kirghizistan) 2-0, 1-0 | Kenichi Yumoto (Giappone) 3-2, 1-0      | Mavlet Batirov (Russia) 0-1, 1-2      |            |                                    |                                        |
| 66 kg  | Andrij Stadnik   | Doug Schwab (Stati Uniti) 2-0, 4-0 | Sushil Kumar (India) 2-1, 6-0              | Albert Batyrov (Bielorussia) 4-1, 1-4, F  | Leonid Spiridonov (Kazakistan) 1-0, 2-0 | Ramazan Şahin (Turchia) 2-2, 1-2, 2-2 |            |                                    |                                        |
| 74 kg  | Ibrahim Aldatov  | bye                                | Arsen Gitinov (Kirghizistan) 3-0, 1-2, 1-2 |                                           |                                         |                                       |            |                                    |                                        |
| 84 kg  | Taras Dan'ko     | bye                                | Jarlis Mosquera (Colombia) 3-0, 3-0        | Yusup Abdusalomov (Tagikistan) 0-1, 0-6   |                                         |                                       |            | Sandeep Kumar (Australia) 3-0, 6-0 | Serhat Balcı (Turchia) 1-0, 2-0        |
| 96 kg  | Heorhij Tibilov  | bye                                | Shirvani Muradov (Russia) 1-0, 0-1, 0-1    |                                           |                                         |                                       |            | Hakan Koç (Turchia) 1-0, 3-1       | Khetag Gazyumov (Azerbaigian) 0-5, 0-2 |
| 120 kg | Ivan Iščenko     | bye                                | Aydin Polatci (Turchia) 3-0, 0-1, 0-1      |                                           |                                         |                                       |            |                                    |                                        |

| Gara  | Atleta          | Tabellone principale                         | Tabellone principale                | Tabellone principale | Tabellone principale | Ripescaggi | Ripescaggi                    | Ripescaggi                           |
| Gara  | Atleta          | Ottavi                                       | Quarti                              | Semifinali           | Finale               | Quarti     | Semifinali                    | Finale                               |
| ----- | --------------- | -------------------------------------------- | ----------------------------------- | -------------------- | -------------------- | ---------- | ----------------------------- | ------------------------------------ |
| 48 kg | Iryna Merleni   | Enkhjargal Tsogtbazar (Mongolia) F           | Chiharu Ichō (Giappone) 0-1, 0-1, F |                      |                      |            | Li Xiaomei (Cina) 0-1, 4-0, F | Clarissa Chun (Stati Uniti) 2-0, 4-1 |
| 55 kg | Natalja Synyšyn | Marcie Van Dusen (Stati Uniti) 4-1, 1-1, 0-7 |                                     |                      |                      |            |                               |                                      |
| 63 kg | Julija Ostapčuk | Randi Miller (Stati Uniti) 2-0, 0-2, 0-3     |                                     |                      |                      |            |                               |                                      |
| 72 kg | Oksana Vaščuk   | Maider Unda (Spagna) 0-1, 1-3                |                                     |                      |                      |            |                               |                                      |

| Gara   | Atleta               | Tabellone principale                      | Tabellone principale                  | Tabellone principale                           | Tabellone principale | Tabellone principale | Ripescaggi | Ripescaggi                                 | Ripescaggi                              |
| Gara   | Atleta               | Sedicesimi                                | Ottavi                                | Quarti                                         | Semifinali           | Finale               | Quarti     | Semifinali                                 | Finale                                  |
| ------ | -------------------- | ----------------------------------------- | ------------------------------------- | ---------------------------------------------- | -------------------- | -------------------- | ---------- | ------------------------------------------ | --------------------------------------- |
| 55 kg  | Jurij Koval'         | Kristijan Fris (Serbia) 4-6, 2-1, 1-3     |                                       |                                                |                      |                      |            |                                            |                                         |
| 66 kg  | Armen Vardanjan      | bye                                       | Farid Mansurov (Azerbaigian) 3-0, 3-0 | Kanatbek Begaliev (Kirghizistan) 0-3, 2-0, 1-2 |                      |                      |            | Jake Deitchler (Stati Uniti) 1-0, 1-3, 1-0 | Nikolay Gergov (Bulgaria) 4-1, 1-2, 6-1 |
| 74 kg  | Volodymyr Šac'kych   | Arsen Julfalakyan (Armenia) 1-1, 1-1, 1-1 |                                       |                                                |                      |                      |            |                                            |                                         |
| 84 kg  | Oleksandr Darahan    | bye                                       | Saman Tahmasebi (Iran) 0-4, 2-1, 3-3  |                                                |                      |                      |            |                                            |                                         |
| 96 kg  | Oleh Kr'oka          | Mehmet Özal (Turchia) 2-4, 2-1, 1-'1      |                                       |                                                |                      |                      |            |                                            |                                         |
| 120 kg | Oleksandr Černec'kyj | Dremiel Byers (Stati Uniti) 1-1, 1-2      |                                       |                                                |                      |                      |            |                                            |                                         |

## Nuoto
| Gara                    | Atleta                                                    | Batterie | Batterie | Semifinali | Semifinali | Finale     | Finale |
| Gara                    | Atleta                                                    | Tempo    | Pos.     | Tempo      | Pos.       | Tempo      | Pos.   |
| ----------------------- | --------------------------------------------------------- | -------- | -------- | ---------- | ---------- | ---------- | ------ |
| 50 m stile libero       | Jurij Jehošyn                                             | 22"77    | 42       |            |            |            |        |
| 100 m stile libero      | Jurij Jehošyn                                             | 49"56    | 36       |            |            |            |        |
| 200 m stile libero      | Serhij Advena                                             | 1'48"18  | 23       |            |            |            |        |
| 400 m stile libero      | Serhij Fesenko                                            |          |          | 3'47"75    | 16         |            |        |
| 1500 m stile libero     | Serhij Fesenko                                            |          |          | 15'13"03   | 17         |            |        |
| 100 m dorso             | Oleksandr Isakov                                          | 56"55    | 38       |            |            |            |        |
| 200 m dorso             | Oleksandr Isakov                                          | 2'03"59  | 39       |            |            |            |        |
| 100 m rana              | Oleh Lisohor                                              | 1'00"65  | 12       | 1'00"31    | 9          |            |        |
| 100 m rana              | Ihor Borysyk                                              | 1'00"31  | 8        | 1'00"51    | 8          | 1'00"20    | 7      |
| 200 m rana              | Ihor Borysyk                                              | 2'11"08  | 14       | 2'10"99    | 14         |            |        |
| 200 m rana              | Valerij Dymo                                              | 2'11"65  | 22       |            |            |            |        |
| 100 m farfalla          | Andrij Serdinov                                           | 51"10    | 3        | 51"41      | 6          | 51"59      | 7      |
| 100 m farfalla          | Serhij Breus                                              | 51"82    | 7        | 52"05      | 13         |            |        |
| 200 m farfalla          | Serhij Advena                                             | 1'56"24  | 14       | 1'56"64    | 15         |            |        |
| 200 m farfalla          | Denys Sylant'jev                                          | 1'57"02  | 21       |            |            |            |        |
| 200 m misti             | Vadym Leps'kyj                                            | 2'01"73  | 28       |            |            |            |        |
| 400 m misti             | Vadym Leps'kyj                                            |          |          | 4'20"96    | 20         |            |        |
| Staffetta 4x100 m misti | Oleksandr Isakov Valerii Dymo Serhij Breus Jurij Yegoshin |          |          | 3'38"76    | 15         |            |        |
| Fondo 10 km             | Ihor Červyns'kyj                                          |          |          |            |            | 1h 52'14"7 | 12     |

| Gara                           | Atleta                                                               | Batterie | Batterie | Semifinali | Semifinali | Finale     | Finale |
| Gara                           | Atleta                                                               | Tempo    | Pos.     | Tempo      | Pos.       | Tempo      | Pos.   |
| ------------------------------ | -------------------------------------------------------------------- | -------- | -------- | ---------- | ---------- | ---------- | ------ |
| 50 m stile libero              | Oksana Serikova                                                      | 25"65    | 32       |            |            |            |        |
| 100 m stile libero             | Daryna Stepanjuk                                                     | 55"51    | 27       |            |            |            |        |
| 200 m stile libero             | Natalija Chudjakova                                                  | 2'02"27  | 35       |            |            |            |        |
| 400 m stile libero             | Natalija Chudjakova                                                  |          |          | 4'18"34    | 33         |            |        |
| 100 m dorso                    | Iryna Amšennikova                                                    | 1'02"85  | 37       |            |            |            |        |
| 100 m dorso                    | Kateryna Zubkova                                                     | 1'01"25  | 21       |            |            |            |        |
| 200 m dorso                    | Iryna Amšennikova                                                    | 2'15"78  | 33       |            |            |            |        |
| 200 m dorso                    | Kateryna Zubkova                                                     | 2'12"64  | 21       |            |            |            |        |
| 100 m rana                     | Anna Chlistunova                                                     | 1'09"95  | 25       |            |            |            |        |
| 100 m rana                     | Julija Pidlisna                                                      | 1'09"72  | 24       |            |            |            |        |
| 200 m rana                     | Julija Pidlisna                                                      | 2'28"84  | 23       |            |            |            |        |
| 100 m farfalla                 | Kateryna Zubkova                                                     | 58"99    | 24       |            |            |            |        |
| 200 m farfalla                 | Tetjana Chala                                                        | 2'12"16  | 23       |            |            |            |        |
| 200 m misti                    | Hanna Dzerkal'                                                       | 2'18"25  | 25       |            |            |            |        |
| Staffetta 4x100 m stile libero | Daryna Stepanjuk Kateryna Dikidži Hanna Dzerkal' Natalija Chudjakova |          |          | 3'44"72    | 14         |            |        |
| Staffetta 4x200 m stile libero | Iryna Amšennikova Julija Pidlisna Kateryna Zubkova Daryna Stepanjuk  |          |          | 4'08"62    | 16         |            |        |
| Fondo 10 km                    | Natalija Samorodina                                                  |          |          |            |            | 2h 10'41"6 | 23     |

## Nuoto sincronizzato
| Gara | Atlete                         | Technical Routine | Technical Routine | Free Routine (preliminari) | Free Routine (preliminari) | Free Routine (finale) | Free Routine (finale) | Punteggio totale | Posizione finale |
| Gara | Atlete                         | Punteggio         | Pos.              | Punteggio                  | Pos.                       | Punteggio             | Pos.                  | Punteggio totale | Posizione finale |
| ---- | ------------------------------ | ----------------- | ----------------- | -------------------------- | -------------------------- | --------------------- | --------------------- | ---------------- | ---------------- |
| Duo  | Daryna Juško Ksenija Sydorenko | 92,167            | 8                 | 92,667                     | 8                          | 93,167                | 8                     | 92,667           | 8                |

## Pentathlon moderno
| Gara      | Atleta                | Tiro  | Tiro  | Scherma  | Scherma | Nuoto   | Nuoto | Equitazione | Equitazione | Corsa    | Corsa | Punteggio totale | Posizione |
| Gara      | Atleta                | Punti | Punt. | Vittorie | Punt.   | Tempo   | Punt. | Punti       | Punt.       | Tempo    | Punt. | Punteggio totale | Posizione |
| --------- | --------------------- | ----- | ----- | -------- | ------- | ------- | ----- | ----------- | ----------- | -------- | ----- | ---------------- | --------- |
| Maschile  | Dmytro Kyrpuljans'kyj | 184   | 1144  | 20       | 880     | 2'04"37 | 1308  | 71"16       | 1088        | 10'01"57 | 996   | 5416             | 9         |
| Maschile  | Pavlo Tymoščenko      | 185   | 1156  | 22       | 908     | 2'09"20 | 1252  | 73"29       | 1048        | 9'42"61  | 1072  | 5436             | 7         |
| Femminile | Viktorija Tereščuk    | 178   | 1072  | 22       | 928     | 2'13"97 | 1316  | 70"10       | 1088        | 10'13"25 | 1268  | 5672             |           |

## Pugilato
| Gara               | Atleta                | Sedicesimi                                   | Ottavi                                 | Quarti                       | Semifinali                 | Finale                         |
| ------------------ | --------------------- | -------------------------------------------- | -------------------------------------- | ---------------------------- | -------------------------- | ------------------------------ |
| Pesi mosca leggeri | Georgiy Chygayev      | David Ayrapetyan (Russia) 13-11              | Yampier Hernández (Cuba) 3-21          |                              |                            |                                |
| Pesi piuma         | Vasyl' Lomačenko      | Albert Selimov (Russia) 14-7                 | Bahodirjon Sooltonov (Uzbekistan) 13-1 | Li Yang (Cina) 12-3          | Yakup Kılıç (Turchia) 10-1 | Khedafi Djelkhir (Francia) RSC |
| Pesi leggeri       | Oleksandr Klyčko      | Hu Qing (Cina) 8-10                          |                                        |                              |                            |                                |
| Pesi welter        | Oleksandr Stretskyy   | Gilbert Lenin Castillo (Rep. Dominicana) 9-6 | Tureano Johnson (Bahamas) 4-9          |                              |                            |                                |
| Pesi medi          | Sergìj Derev'jančenko | Wang Jianzheng (Cina) 15-6                   | Emilio Correa (Cuba) 4-18              |                              |                            |                                |
| Pesi massimi       | Oleksandr Usyk        |                                              | Yushan Nijiati (Cina) 23-4             | Clemente Russo (Italia) 4-7  |                            |                                |
| Pesi supermassimi  | V"jačeslav Hlazkov    |                                              | Robert Alfonso (Cuba) 5-3              | Newfel Ouatah (Algeria) 10-4 | Zhang Zhilei (Cina) wo     |                                |

## Scherma
| Gara              | Atleta                                                       | Turno 1                    | Sedicesimi                      | Ottavi                            | Quarti        | Semifinali | Finale |
| ----------------- | ------------------------------------------------------------ | -------------------------- | ------------------------------- | --------------------------------- | ------------- | ---------- | ------ |
| Spada individuale | Bohdan Nikišyn                                               | Mike Wood (Sudafrica) 15-7 | Michael Kauter (Svizzera) 12-15 |                                   |               |            |        |
| Spada individuale | Dmytro Čumak                                                 | bye                        | Rubén Limardo (Venezuela) 15-13 | Jin Sun Jung (Corea del Sud) 7-15 |               |            |        |
| Spada individuale | Maksym Chvorost                                              | bye                        | Ihor Tichomirov (Canada) 11-15  |                                   |               |            |        |
| Spada a squadre   | Maksym Chvorost Dmytro Čumak Bohdan Nikišyn Vitalij Medvedev |                            |                                 |                                   | Polonia 37-45 |            |        |

| Gara                 | Atleta                                                  | Turno 1                               | Sedicesimi                         | Ottavi                             | Quarti                            | Semifinali        | Finale     |
| -------------------- | ------------------------------------------------------- | ------------------------------------- | ---------------------------------- | ---------------------------------- | --------------------------------- | ----------------- | ---------- |
| Fioretto individuale | Ol'ha Lelejko                                           | Magdalena Mroczkiewicz (Polonia) 9-15 |                                    |                                    |                                   |                   |            |
| Sciabola individuale | Ol'ha Charlan                                           | bye                                   | Gioia Marzocca (Italia) 15-8       | Sada Jacobson (Stati Uniti) 13-15  |                                   |                   |            |
| Sciabola individuale | Olena Chomrova                                          | bye                                   | Aleksandra Socha (Polonia) 15-11   | Ekaterina D'jačenko (Russia) 15-14 | Sada Jacobson (Stati Uniti) 11-15 |                   |            |
| Sciabola individuale | Halyna Pundyk                                           | Adele du Plooy (Sudafrica) 15-7       | Sof'ja Velikaja (Russia) 7-15      |                                    |                                   |                   |            |
| Spada individuale    | Jana Šemjakina                                          |                                       | Jesika Jiménez Luna (Panama) 13-15 |                                    |                                   |                   |            |
| Sciabola a squadre   | Ol'ha Žovnir Ol'ha Charlan Halyna Pundyk Olena Chomrova |                                       |                                    |                                    | Sudafrica 45-34                   | Stati Uniti 45-39 | Cina 45-44 |

## Sollevamento pesi
| Gara    | Atleta            | Strappo | Strappo | Slancio | Slancio | Totale | Posizione                 |
| Gara    | Atleta            | Ris.    | Pos.    | Ris.    | Pos.    | Totale | Posizione                 |
| ------- | ----------------- | ------- | ------- | ------- | ------- | ------ | ------------------------- |
| 94 kg   | Artem Ivanov      | 170     | 11      | 210     | 11      | 380    | 11                        |
| 105 kg  | Ihor Razoronov    | 187     | 6       | 223     | 8       | 410    | 6 squalificato per doping |
| 105 kg  | Oleksij Torokhtiy | 177     | 11      | 213     | 12      | 390    | 11                        |
| +105 kg | Ihor Shymechko    | 201     | 5       | 232     | 6       | 433    | 5                         |
| +105 kg | Artem Udachyn     | 207     | 3       | 235     | 4       | 442    | 4                         |

| Gara   | Atleta            | Strappo | Strappo | Slancio | Slancio | Totale | Posizione |
| Gara   | Atleta            | Ris.    | Pos.    | Ris.    | Pos.    | Totale | Posizione |
| ------ | ----------------- | ------- | ------- | ------- | ------- | ------ | --------- |
| 69 kg  | Natalija Davydova | 115     | 2       | 135     | 3       | 250    |           |
| 75 kg  | Nadiya Myronyuk   | 105     | 10      | 132     | 9       | 237    | 9         |
| +75 kg | Julija Dovhal'    | 118     | 5       | 140     | 7       | 258    | 7         |
| +75 kg | Olha Korobka      | 124     | 2       | 153     | 2       | 277    |           |

## Tennis
| Gara                | Atleta                                | Trentaduesimi                                  | Sedicesimi                                                       | Ottavi                                                | Quarti                                                     | Semifinali                                                 | Finale                            |
| ------------------- | ------------------------------------- | ---------------------------------------------- | ---------------------------------------------------------------- | ----------------------------------------------------- | ---------------------------------------------------------- | ---------------------------------------------------------- | --------------------------------- |
| Singolare femminile | Al'ona Bondarenko                     | Milagros Sequera (Venezuela) 6-1, 1-0 ritirata | Jelena Janković (Serbia) 5-7, 1-6                                |                                                       |                                                            |                                                            |                                   |
| Singolare femminile | Kateryna Bondarenko                   | Elena Dement'eva (Russia) 1-6, 4-6             |                                                                  |                                                       |                                                            |                                                            |                                   |
| Singolare femminile | Marija Korytceva                      | Tzipora Obziler (Israele) 5-7, 7-5, 6-4        | Lucie Šafářová (Rep. Ceca) 6-2, 1-6, 5-7                         |                                                       |                                                            |                                                            |                                   |
| Singolare femminile | Tetjana Perebyjnis                    | Viktoryja Azaranka (Bielorussia) 4-6, 7-5, 4-6 |                                                                  |                                                       |                                                            |                                                            |                                   |
| Doppio femminile    | Al'ona Bondarenko Kateryna Bondarenko |                                                | Anabel Medina Garrigues Virginia Ruano Pascual (Spagna) 6-3, 6-3 | Ol'ga Govorcova Dar'ja Kustova (Bielorussia) 6-1, 6-3 | Flavia Pennetta Francesca Schiavone (Italia) 6-1, 3-6, 7-5 | Serena Williams Venus Williams (Stati Uniti) 6-4, 4-6, 1-6 | Yan Zi Zheng Jie (Cina) 2-6, ,2-6 |
| Doppio femminile    | Marija Korytceva Tetjana Perebyjnis   |                                                | Marta Domachowska Agnieszka Radwańska (Polonia) 2-6, 2-6         |                                                       |                                                            |                                                            |                                   |

## Tennis tavolo
| Gara              | Atleta                | Preliminari                                                     | Turno 1                                                                  | Turno 2 | Turno 3 | Turno 4 | Quarti | Semifinali | Finale |
| ----------------- | --------------------- | --------------------------------------------------------------- | ------------------------------------------------------------------------ | ------- | ------- | ------- | ------ | ---------- | ------ |
| Singolo maschile  | Kou Lei               | Suraju Saka (Rep. del Congo) 1-4 (11-5, 9-11, 8-11, 6-11, 9-11) |                                                                          |         |         |         |        |            |        |
| Singolo femminile | Margaryta Pesotska    | Marina Shumakova (Kazakistan) 4-0 (11-8, 11-6, 11-6, 11-6)      | Zhu Fang (Spagna) 1-4 (11-9, 8-11, 4-11, 7-11, 9-11)                     |         |         |         |        |            |        |
| Singolo femminile | Tetjana Sorochinskaya | Noha Yossry (Egitto) 4-0 (11-5, 11-4, 12-10, 11-7)              | Tan Wenling Monfardini (Italia) 2-4 (7-11, 6-11, 11-9, 4-11, 11-7, 4-11) |         |         |         |        |            |        |

## Tiro
| Gara                         | Atleta             | Qualificazioni | Qualificazioni | Finale    | Finale              | Finale |
| Gara                         | Atleta             | Punteggio      | Pos.           | Punteggio | Punt. totale        | Pos.   |
| ---------------------------- | ------------------ | -------------- | -------------- | --------- | ------------------- | ------ |
| Carabina 10 m aria compressa | Artur Ajvazjan     | 592            | 21             |           |                     |        |
| Carabina 10 m aria compressa | Oleksandr Lazeykin | 594            | 11             |           |                     |        |
| Carabina 50 m a terra        | Artur Ajvazjan     | 599            | 1              | 103,7     | 702,7               |        |
| Carabina 50 m a terra        | Jurij Suchorukov   | 589            | 36             |           |                     |        |
| Carabina 50 m tre posizioni  | Artur Ajvazjan     | 1165           | 19             |           |                     |        |
| Carabina 50 m tre posizioni  | Jurij Suchorukov   | 1174           | 3              | 98,4      | 1272,4              |        |
| Pistola 10 m aria compressa  | Oleh Omelčuk       | 579            | 17             |           |                     |        |
| Pistola 10 m aria compressa  | Ivan Rybovalov     | 572            | 35             |           |                     |        |
| Pistola 50 m                 | Oleh Omelčuk       | 563            | 3              | 95,9      | 658,9 spareggio 6,5 | 4      |
| Pistola 50 m                 | Ivan Rybovalov     | 553            | 20             |           |                     |        |
| Pistola 25 m automatica      | Roman Bondaruk     | 580            | 3              | 194,7     | 774,7               | 6      |
| Pistola 25 m automatica      | Oleksandr Petriv   | 580            | 4              | 200,2     | 780,2               |        |
| Skeet                        | Mykola Mil'čev     | 109            | 35             |           |                     |        |

| Gara                         | Atleta           | Qualificazioni | Qualificazioni | Finale    | Finale       | Finale |
| Gara                         | Atleta           | Punteggio      | Pos.           | Punteggio | Punt. totale | Pos.   |
| ---------------------------- | ---------------- | -------------- | -------------- | --------- | ------------ | ------ |
| Carabina 10 m aria compressa | Natallia Kalnysh | 393            | 27             |           |              |        |
| Carabina 10 m aria compressa | Dariya Sharipova | 384            | 45             |           |              |        |
| Carabina 50 m tre posizioni  | Natallia Kalnysh | 571            | 31             |           |              |        |
| Carabina 50 m tre posizioni  | Darya Shytko     | 577            | 20             |           |              |        |
| Pistola 10 m aria compressa  | Olena Kostevyč   | 378            | 31             |           |              |        |
| Pistola 25 m                 | Olena Kostevyč   | 288            | 25             |           |              |        |

## Tiro con l'arco
| Gara                  | Atleta                                          | Turno di qualificazione | Turno di qualificazione | Turno 1                               | Turno 2                                     | Ottavi                       | Quarti                            | Semifinali                              | Finale                                |
| Gara                  | Atleta                                          | Punteggio               | Pos.                    | Turno 1                               | Turno 2                                     | Ottavi                       | Quarti                            | Semifinali                              | Finale                                |
| --------------------- | ----------------------------------------------- | ----------------------- | ----------------------- | ------------------------------------- | ------------------------------------------- | ---------------------------- | --------------------------------- | --------------------------------------- | ------------------------------------- |
| Individuale maschile  | Markiyan Ivashko                                | 658                     | 32                      | Daniel Morillo (Spagna) 107-115       |                                             |                              |                                   |                                         |                                       |
| Individuale maschile  | Oleksandr Serdyuk                               | 661                     | 20                      | Jens Pieper (Germania) 107-105        | Rafał Dobrowolski (Polonia) 111(+8)-111(+9) |                              |                                   |                                         |                                       |
| Individuale maschile  | Viktor Ruban                                    | 678                     | 3                       | Maged Youssef (Egitto) 111-96         | Michael Naray (Australia) 115-105           | Jacek Proć (Polonia) 114-108 | Moriya Ryuichi (Giappone) 115-106 | Bair Badënov (Russia) 112(+20)-112(+18) | Park Kyung-Mo (Corea del Sud) 113-112 |
| Squadre maschile      | Markiyan Ivashko Oleksandr Serdyuk Viktor Ruban | 1997                    | 2                       |                                       |                                             | bye                          | Taipei cinese 214-211             | Italia 221-223                          | Cina 219-222                          |
| Individuale femminile | Tetjana Berezhna                                | 627                     | 38                      | Zhang Juanjuan (Cina) 97-109          |                                             |                              |                                   |                                         |                                       |
| Individuale femminile | Viktorija Koval                                 | 641                     | 21                      | Barbora Horáčková (Rep. Ceca) 109-107 | Aída Romàn (Messico) 105-111                |                              |                                   |                                         |                                       |

## Triathlon
| Gara           | Atleta                 | Nuoto  | Ciclismo  | Corsa        | Tempo totale | Posizione    |
| -------------- | ---------------------- | ------ | --------- | ------------ | ------------ | ------------ |
| Gara maschile  | Andrij Gluschenko      | 18'59" | doppiato  | non concluso | non concluso | non concluso |
| Gara maschile  | Volodymyr Polikarpenko | 18'23" | 58'58"    | 34'32"       | 1h 52'51"74  | 35           |
| Gara femminile | Julija Spunova         | 21'02" | 1h 05'18" | 36'09"       | 2h 3'34"39   | 24           |

## Tuffi
| Gara                  | Atleta                       | Preliminari | Preliminari | Semifinale | Semifinale | Finale | Finale |
| Gara                  | Atleta                       | Punti       | Pos.        | Punti      | Pos.       | Punti  | Pos.   |
| --------------------- | ---------------------------- | ----------- | ----------- | ---------- | ---------- | ------ | ------ |
| Trampolino 3 m        | Illja Kvaša                  | 461,65      | 8           | 439,55     | 15         |        |        |
| Trampolino 3 m        | Jurij Shlyakhov              | 405,05      | 23          |            |            |        |        |
| Piattaforma 10 m      | Kostjantyn Miljajev          | 410,05      | 20          |            |            |        |        |
| Piattaforma 10 m      | Anton Zacharov               | 344,95      | 29          |            |            |        |        |
| Trampolino 3 m sincro | Illja Kvaša Oleksij Pryhorov |             |             |            |            | 415,05 |        |

| Gara                  | Atleta                           | Preliminari | Preliminari | Semifinale | Semifinale | Finale | Finale |
| Gara                  | Atleta                           | Punti       | Pos.        | Punti      | Pos.       | Punti  | Pos.   |
| --------------------- | -------------------------------- | ----------- | ----------- | ---------- | ---------- | ------ | ------ |
| Trampolino 3 m        | Olena Fedorova                   | 323,75      | 7           | 329,10     | 6          | 298,40 | 11     |
| Trampolino 3 m        | Anna Pysmenska                   | 223,50      | 26          |            |            |        |        |
| Piattaforma 10 m      | Iuliia Prokopčuk                 | 290,40      | 20          |            |            |        |        |
| Trampolino 3 m sincro | Marija Vološčenko Anna Pysmenska |             |             |            |            | 193,10 | 7      |

## Vela
| Gara               | Atleta                            | Regata | Regata | Regata | Regata | Regata | Regata | Regata | Regata | Regata | Regata | Regata | Regata | Regata     | Regata     | Regata     | Regata | Punteggio | Pos. |
| Gara               | Atleta                            | 1      | 2      | 3      | 4      | 5      | 6      | 7      | 8      | 9      | 10     | 11     | 12     | 13         | 14         | 15         | M      | Punteggio | Pos. |
| ------------------ | --------------------------------- | ------ | ------ | ------ | ------ | ------ | ------ | ------ | ------ | ------ | ------ | ------ | ------ | ---------- | ---------- | ---------- | ------ | --------- | ---- |
| Windsurf maschile  | Maksym Oberemko                   | 3      | 16     | 4      | 9      | 13     | 11     | 24     | 36 DSQ | 11     | 12     |        |        |            |            |            |        | 103       | 12   |
| Windsurf femminile | Olha Maslivets                    | 5      | 6      | 14     | 11     | 10     | 1      | 4      | 12     | 12     | 12     |        |        |            |            |            | 5      | 83        | 8    |
| 49er               | Rodion Luka George Leončuk        | 6      | 11     | 12     | 15     | 20 DSQ | 20 OCS | 13     | 15     | 8      | 15     | 10     | 14     | cancellate | cancellate | cancellate |        | 139       | 15   |
| Tornado            | Pavlo Kalynchev Andrij Shafranyuk | 4      | 15     | 6      | 13     | 15     | 11     | 12     | 14     | 13     | 11     |        |        |            |            |            |        | 99        | 13   |